# Cerro Acahay
El Cerro Acahay (en guaraní: Yvyty Aka'ái) es una elevación situada en el centro noroeste del Departamento de Paraguarí de la República del Paraguay en la jurisdicción del municipio que lleva el mismo nombre del cerro (Acahay). 
Pertenece a la cadena de cerros de la Cordillera de Ybycuí. Su acceso por la ruta 1 (Carretera Nacional) es en la ciudad de Carapeguá. Su cota es de 560 metros sobre el nivel del mar. Dicho lugar es estratégico para los sistemas de radiocomunicaciones del Paraguay, sobre todo en esta región, por la altura en que se encuentra. 

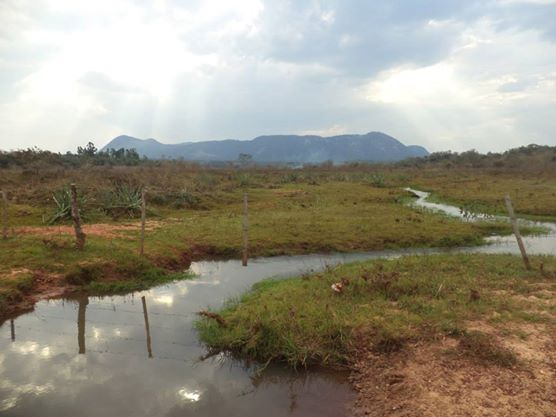
A lo lejos se observa el cerro Acahay

La compañía telefónica nacional (COPACO) tiene sus repetidoras y equipos de radioenlace instalado en este punto. Desde esta posición se puede enlazar via radio las comunicaciones entre los departamentos de Central, Paraguari, Ñeembucú, y Misiones. 
Este cerro puede ser visto de forma simple desde el mirador del Cerro Lambaré de Asunción.

## Ubicación
- 25°53′06″S 57°11′19″O / -25.88500, -57.18861

- Altitud: 560 m s. n. m.

- Datos: Q2881386